# Église du Temple (Londres)
L'église du Temple (Temple Church en anglais, officiellement Temple Church (St Mary's) ) est une église du XIIe siècle, située à Londres entre Fleet Street et la Tamise, construite par et pour les chevaliers de l'ordre du Temple, et dédiée à sainte Marie. Depuis 1608, elle sert de chapelle aux deux Inns of Court londoniennes (Inner Temple et Middle Temple), qui sont des institutions de formation professionnelle pour les avocats et les juges (apparentés aux Instituts d'études judiciaires français). Elle est célèbre pour sa nef ronde et pour ses tombeaux à gisant. Elle a été fortement endommagée pendant la Seconde Guerre mondiale mais a été en grande partie reconstruite. Le quartier entourant l'église du Temple est connu sous le nom de "Temple" et se situe d'ailleurs tout près de la station de métro du même nom.

## Histoire

### Construction

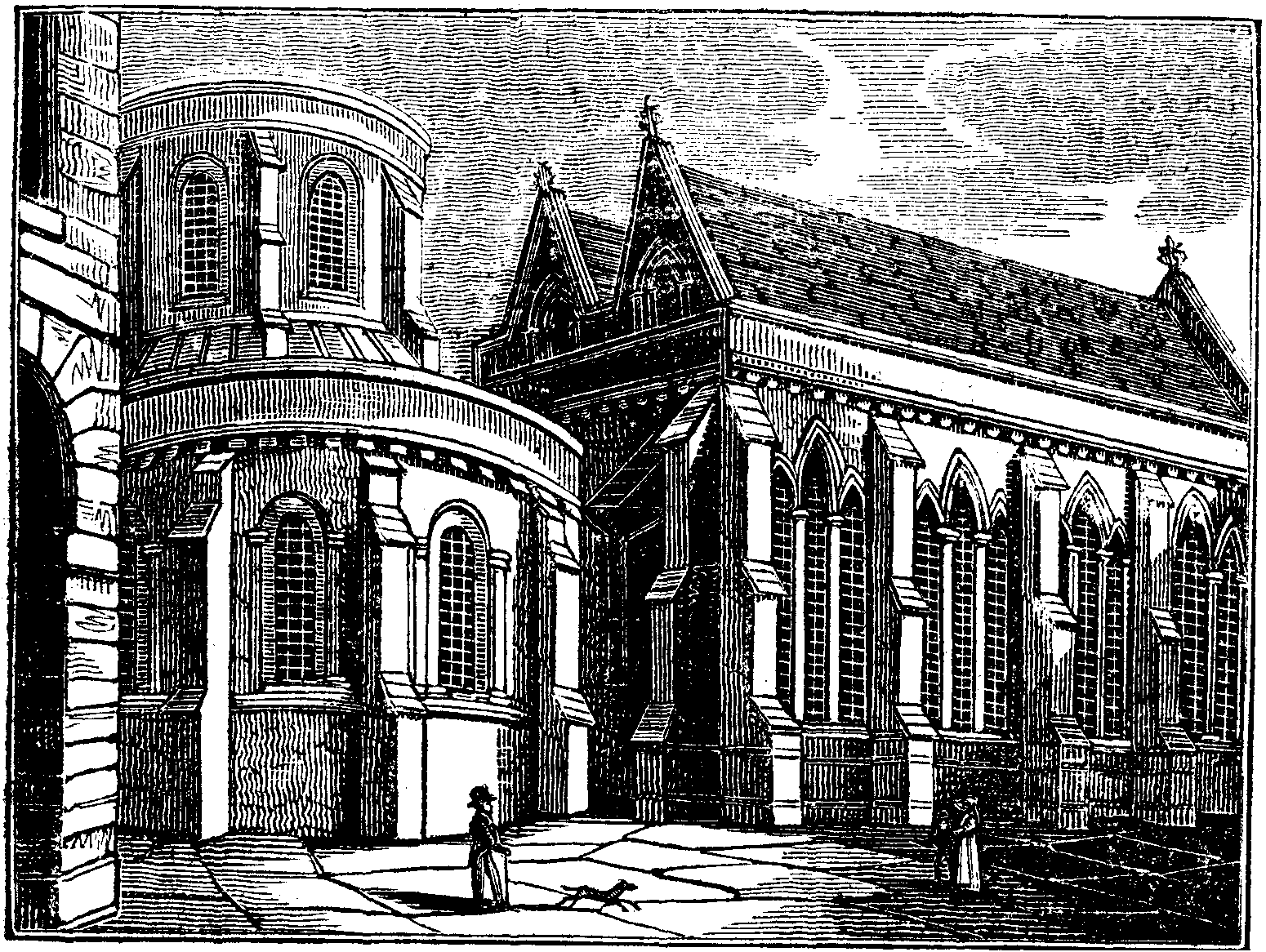
Représentation de l'église du Temple.

Au milieu du XIIe siècle, avant la construction de l'église, les chevaliers du Temple se réunissaient à Old Temple, premier siège des templiers à Londres, situé à High Holborn aux limites ouest de la Cité de Londres, dans un bâtiment établi dès 1128 par Hugues de Payns,,. 
En raison de la croissance de l'Ordre, le site est devenu trop étroit et, vers 1160, l'ordre a acheté le terrain où se situe actuellement l'église, afin d'y implanter son siège en Angleterre dans un grand complexe monastique, le Temple de Londres . En plus de l'église, la nouvelle enceinte comportait à l'origine des résidences, des équipements pour la formation militaire ainsi que des aires de repos pour les frères novices et les militaires, qui n'avaient pas l'autorisation d'entrer dans la ville sans la permission du maître du Temple.

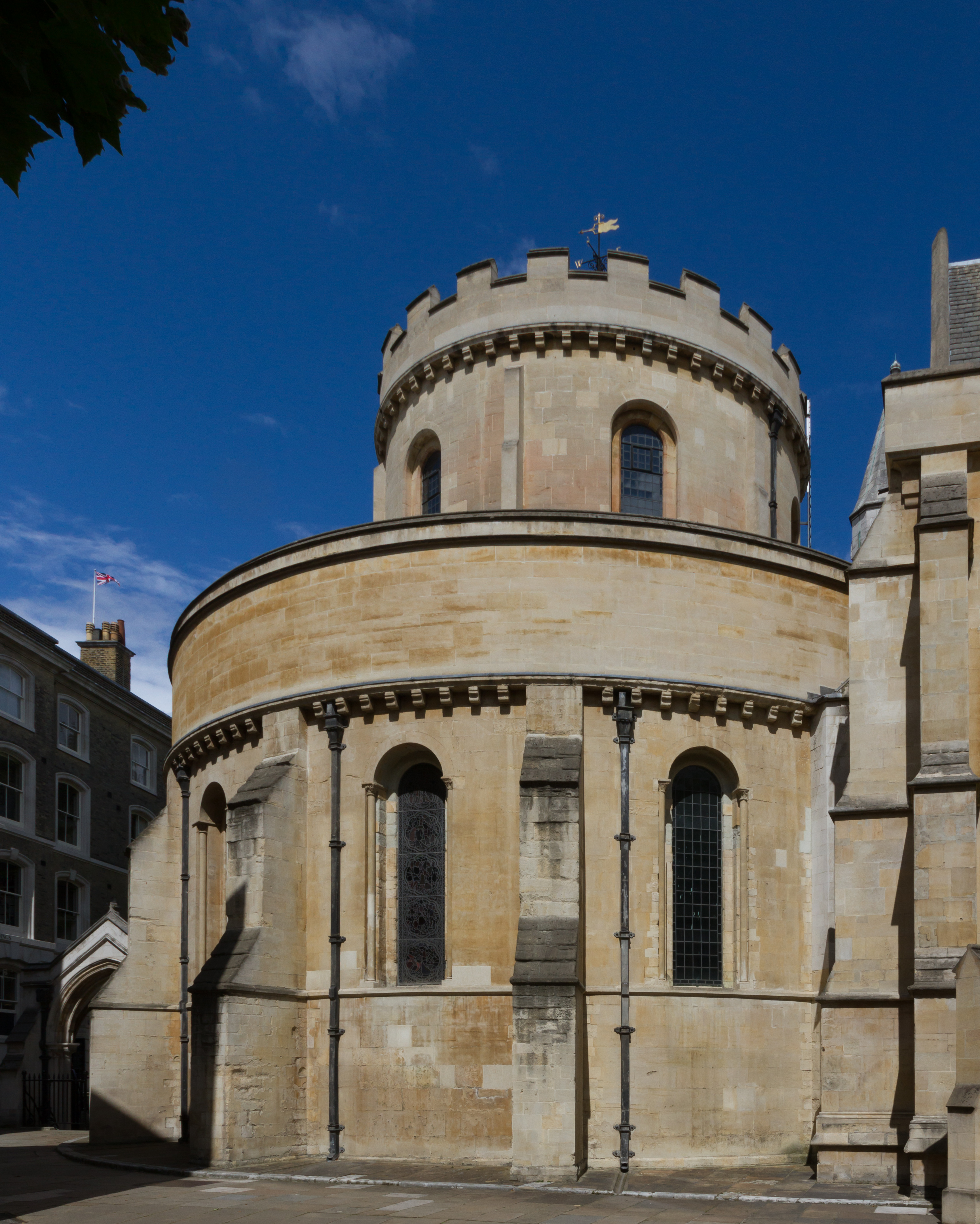
La nef de l'église du Temple de nos jours.

L'église comporte deux parties : la nef, appelée l'église ronde (« the Round » en anglais), et le chœur rectangulaire contigu, établi un demi-siècle plus tard, appelé « the Chancel » en anglais. En accord avec les traditions de l'ordre, la nef de l'église a été construite sur un plan circulaire s'inspirant du modèle de l'église du Saint-Sépulcre à Jérusalem. La nef a un diamètre de 16,76 mètres et est entourée par les toutes premières colonnes de marbre de Purbeck, qui sont en fait en calcaire poli. Il est probable que les murs et les têtes grotesques qui ornent l'église aient été peints en couleurs à l'origine. L'église a été inaugurée le 10 février 1185, lors d'une cérémonie présidée par Héraclius, patriarche de Jérusalem. On pense qu'Henri II était également présent lors de la consécration.

### 1185-1312
L'ordre du Temple était très puissant en Angleterre, le maître du temple siégeait au parlement comme primus baro (premier baron du royaume). L'enceinte de l'église était régulièrement utilisée comme résidence pour les rois et les légats du pape. Très tôt, le Temple a également servi de banque de dépôt, parfois en dépit des aspirations de la Couronne qui aurait souhaité pouvoir saisir les fonds des nobles qui avaient confié leurs richesses au Temple. L'indépendance et la richesse de l'ordre dans toute l'Europe sont d'ailleurs considérées par la plupart des historiens comme l'une des principales causes de sa chute. 

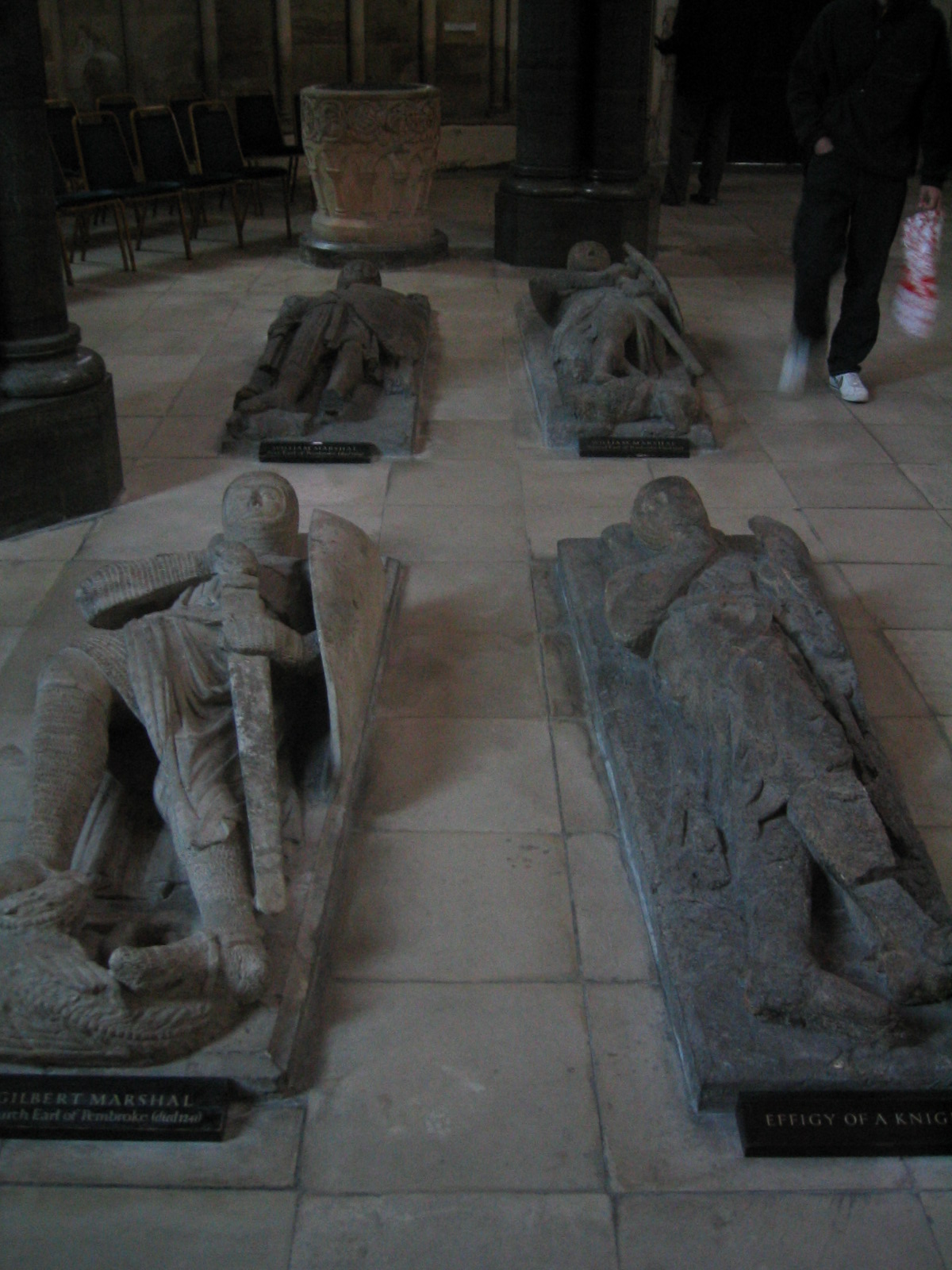
Gisants en marbre de chevaliers (XIIIe siècle).

En janvier 1215, Guillaume le Maréchal (qui est enterré dans la nef auprès de ses fils, sous l'un des neuf gisants de marbre des chevaliers du XIIIe siècle) servit de négociateur au cours d'une réunion dans le temple entre le roi Jean d'Angleterre et les barons, qui exigeaient que le roi confirme les droits qui leur avaient été assurés par la charte des libertés proclamée par Henri Ier d'Angleterre. Guillaume le Maréchal jura, au nom du roi, que les réclamations des barons seraient traitées durant l'été, ce qui mena à la signature par Jean de la Magna Carta en juin. 
Plus tard, Guillaume le Maréchal devint régent durant le règne du fils de Jean, Henri III d'Angleterre. Par la suite, Henri exprima le souhait d'être enterré dans l'église. C'est pourquoi, au début du XIIIe siècle, le chœur de l'église fut démoli pour y construire une nouvelle structure plus grande. L'église fut consacrée le jour de l'Ascension de l'an 1240 et comporte un vaisseau central et deux collatéraux de largeur identique. La hauteur de la voûte est de 11 mètres. 
Henri III avait émis le souhait de se faire enterrer dans l'église, mais modifia ensuite ces dispositions et se fit inhumer dans l'abbaye de Westminster. En 1810, lors de l'ouverture du beau gisant d'évêque en marbre de Purbeck situé dans le collatéral sud du chœur, généralement attribué à Sylvester d'Everdon, on trouva à côté des restes d'un adulte, les ossements d'un jeune enfant, qui furent attribués à un jeune fils de Henri III.
Dans l'angle nord-ouest du chœur, un escalier mène à la cellule pénitentielle, où on aurait laissé mourir de faim Walter-le-Bacheler, Grand Précepteur d'Irlande.

### Saisie par la couronne
Après la dissolution de l'ordre du Temple lors du Concile de Vienne en 1312, Édouard II se vit confier les biens de l'Ordre, dont l'église faisait partie. En 1324, elle fut finalement transférée à l'ordre de Saint-Jean de Jérusalem, qui loua le temple à deux sociétés de juristes, devenues l'Inner Temple et le Middle Temple, deux des quatre Inns of Court, institutions de formation professionnelle destinées aux avocats (barristers).

### XVIe–XIXesiècles

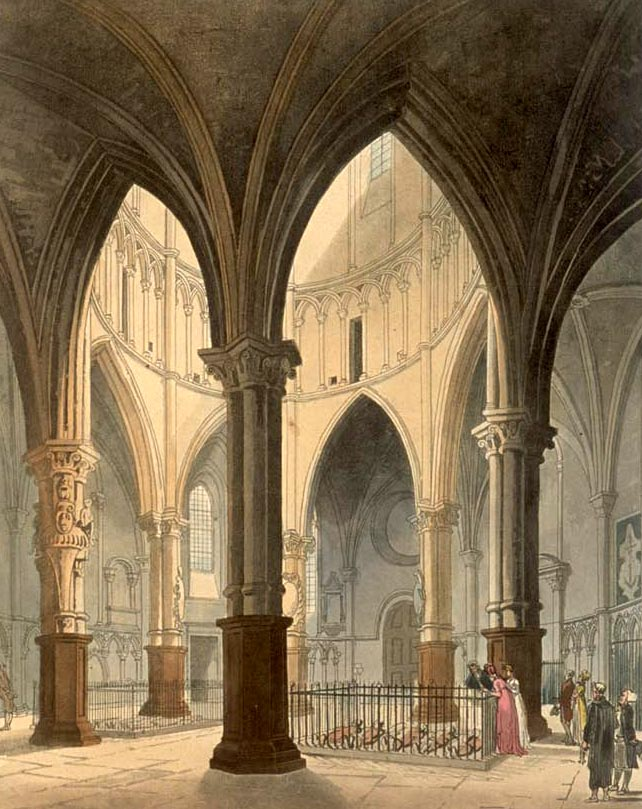
Intérieur de l'église du Temple au début du XIXe siècle.

En 1540, l'église redevient propriété de la couronne lorsque Henri VIII supprime l'Ordre de Malte en Angleterre et confisque ses propriétés. Henry désigne le prêtre de l'église sous l'ancien titre de « maître du temple ». Dans les années 1580, l'église fut la scène de la « bataille des pupitres », un conflit théologique entre les calvinistes et des défenseurs de l'église d'Angleterre. C'est à ce moment-là que William Shakespeare mit en scène, dans la première partie de sa pièce Henri VI, le jardin de Temple comme décor de la scène fictive de la cueillette de deux roses, au début de la guerre des Deux-Roses au XVe siècle. En 2002, cette pièce a été commémorée par la plantation de nouvelles roses blanches et rouges dans les jardins modernes. 
À la suite d'un accord conclu par Jacques Ier d'Angleterre en 1608, les deux Inns of Court obtiennent le droit perpétuel d'utiliser l'église comme leur chapelle, ce qui est toujours le cas actuellement. En contrepartie elles doivent en assurer l'entretien. Les membres de l'Inner Temple occupent la partie sud du chœur, tandis que ceux du Middle Temple en occupent la partie nord.
L'église est restée intacte lors du grand incendie de Londres en 1666. Néanmoins, elle a été rénovée par Christopher Wren, qui a fait des modifications importantes à l'intérieur, notamment par l'édification d'un retable et l'introduction, pour la première, fois d'un orgue dans l'église. L'église a de nouveau été rénovée en 1841 par Sydney Smirke et Decimus Burton, qui ont décoré les murs et les plafonds dans le style néogothique, de façon à essayer de redonner à l'église son aspect originel.

### Seconde Guerre mondiale
Le 10 mai 1941, pendant la Seconde Guerre mondiale, au plus fort de la bataille d'Angleterre, lors d'un raid aérien allemand des bombes incendiaires furent larguées sur le toit de l'église. Sous l'effet du vent, le feu se propagea rapidement à la nef et à la chapelle. L'orgue et tous les éléments en bois de l'église, y compris ceux ayant fait l'objet des rénovations victoriennes, furent détruits et les colonnes de marbre de Purbeck du chœur se fissurèrent en raison de la chaleur intense. Bien que ces colonnes soutinssent encore la voûte, elles furent jugées défectueuses et remplacées par des reproductions. Les colonnes originelles avaient une légère inclinaison, un caprice architectural qui fut reproduit sur les colonnes de rechange. Pendant la rénovation, le retable conçu par Christopher Wren au XVIIe siècle, enlevé en 1842 et exposé au Bowes Museum, retrouva son emplacement d'origine en 1953. À l'issue des travaux, l'église fut reconsacrée en novembre 1958.

## Situation actuelle
L'église du Temple continue à tenir des offices réguliers, y compris la communion sainte le dimanche matin. On y célèbre également des mariages, mais seulement pour les membres des deux Inns of Court, Inner Temple et Middle Temple. L'église du Temple leur sert, en effet, de chapelle privée. Elle a toujours été un lieu de culte royal, aussi les choristes ont le privilège de porter des soutanes écarlates. Cela signifie que l'église est sous l'autorité de la couronne, et pas sous celle de l'évêque de Londres. Pour autant, les relations actuelles avec l'évêque de Londres sont très bonnes et il assiste régulièrement aux événements et aux services de l'église. L'église du Temple a été monument classé de grade I depuis 1950.

### La musique à l'église du Temple

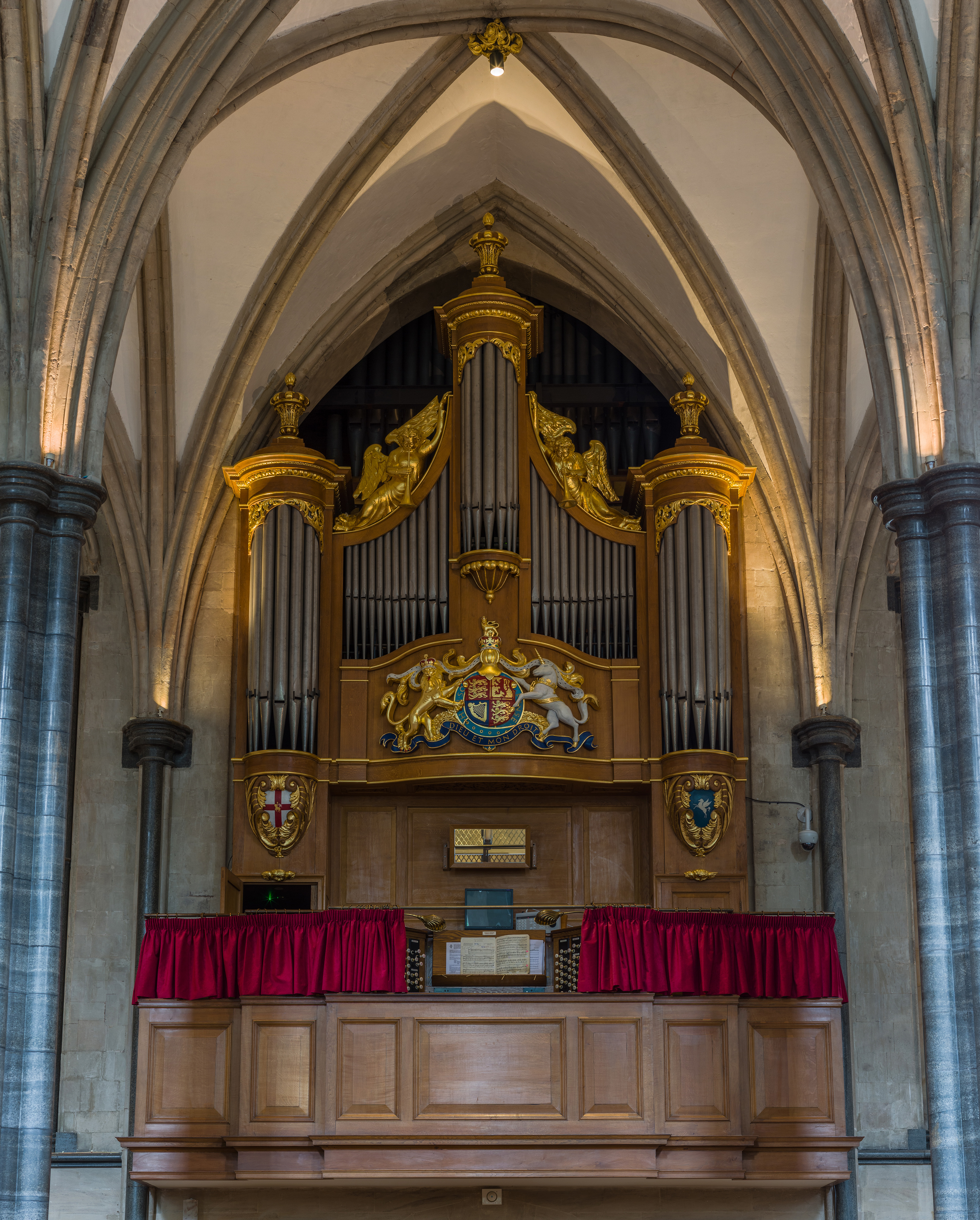
L'orgue de l'église du Temple.

L'église offre régulièrement des chorales, des récitals d'orgue. Elle a accueilli un certain nombre d’organistes célèbres, y compris John Stanley, organiste et compositeur désigné en 1734. Dans la tradition anglaise, le chœur de la cathédrale a été établi dans l'église du Temple en 1842 sous la direction d’E. J. Hopkins, et il a rapidement gagné une solide réputation. Hopkins a été remplacé comme organiste et directeur du chœur en 1897 par Henry Walford Davies puis par George Thalben-Ball qui est resté à ce poste de 1923 à 1982. 
En 1927, le chœur du temple sous la direction de Thalben-Ball est devenu célèbre dans le monde avec son enregistrement de Felix Mendelssohn, Entend ma prière, comprenant le solo chanté par Ernest Lough, "O for the Wings of a Dove". C'est devenu l'un des enregistrements les plus populaires pour un chœur d'église, et il s'est vendu énormément tout au long du XXe siècle, devenant disque d'or (un million de copies) en 1962, atteignant 6 millions d'exemplaires aujourd'hui.
John Birch a succédé à Thalben-Ball en 1982. Le directeur musical actuel, Stephen Layton, a été nommé en 1999 et devait être remplacé en septembre 2006 par James Vivian.
Le chœur continue d'enregistrer et de se produire, en plus des services réguliers à l'église du Temple. Exclusivement masculin, il se compose de 18 jeunes garçons étudiants à la City of London School et de 12 adultes professionnels. Ils se produisent chaque semaine aux services de dimanche, ainsi qu'à l'occasion de services spéciaux, tels que le service mensuel de communion, qui se déroule le dernier dimanche de chaque mois. En 2003, le chœur a donné en première mondiale l'épopée de John Tavener "le voile du temple", qui a duré plus de sept heures. L'année suivante, le chœur s'est produit au festival de Lincoln à New York. Une version de ce concert a été donnée la même année lors du bal des étudiants The Proms. L'église possède deux orgues : un orgue de chambre construit par Robin Jennings, en 2001 et un orgue manuel de Harrison & Harrison. L'excellente acoustique de l'église du Temple a également attiré des musiciens n'appartenant pas à l'église, tel que Paul Tortelier qui y a enregistré les suites complètes pour violoncelle de Bach en 1983.
En 2003, l'église était le lieu d'un vidéoclip de Libera.

## Le maître du Temple
L'église est desservie par deux ecclésiastiques, appelés respectivement le «maître» (Master) et le «lecteur» (Reader). Le titre de maître du Temple rappelle celui des chefs de l'ancien ordre du Temple.  Le maître actuel de l'église est le révérend Robin Griffith-Jones, désigné en 1999. Les maîtres donnent régulièrement des entretiens lors de déjeuners ouverts au public. Le titre officiel du révérend Robin Griffith-Jones est parfois remplacé par celui de "maître respectueux et vaillant du temple".
- Révérend Robyn Griffith-Jones 1999
- Révérend Joseph Robinson, 1980-1999
- Grand Révérend Robert Milburn 1968-1980
- Révérend Theodore Milford, 1958-1968
- Révérend Harold Anson, 1938

## L'église dans la littérature
L'église du Temple est décrite dans le roman Da Vinci Code par l'auteur américain Dan Brown, ainsi que dans le film tiré du roman. Le révérend Robin Griffith-Jones, le maître actuel de l'église, a récemment évoqué le rôle de l'église tel que décrit dans le roman, il a également écrit sur le Da Vinci Code, un livre pour lequel il s'est rendu à New York en avril 2006.